# 波德拉謝地區拉曾縣

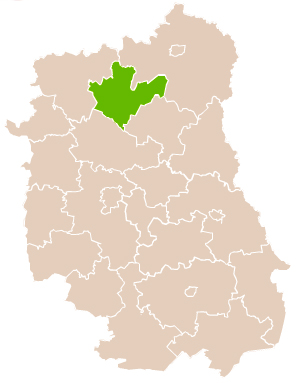

51°46′58″N 22°37′27″E / 51.78278°N 22.62417°E
波德拉謝地區拉曾縣（波蘭語：Powiat radzyński），是波蘭的縣份，位於該國東部，由盧布林省負責管轄，首府設於波德拉謝地區拉曾，面積965平方公里，2006年人口61,445，人口密度每平方公里64人。